# Aeroport Internacional de Moscou-Xeremétievo
L'Aeroport Internacional de Moscou-Xeremétievo A.S. Puixkin és un aeroport rus situat a la ciutat de Moscou, la capital del país. És la base d'operacions de la companyia aèria russa Aeroflot. Es diu en rus: Международный аэропорт Шереме́тьево имени А. С. Пушкина, Mejdunarodni aeroport Xeremétievo ímeni A. S. Puixkina; pronunciat [ʂɨ.rʲɪˈmʲe.tʲjɪ.və]) i té el (codi IATA: SVO, codi OACI: UUEE).
Moscou té diversos aeroports, entre els quals el més important, en nombre de passatgers, és el de Moscou-Domodédovo, i en tercer lloc, a molta distància, se situa el de Vnúkovo. El codi conjunt per a tots els aeroports és MOW.

## Història

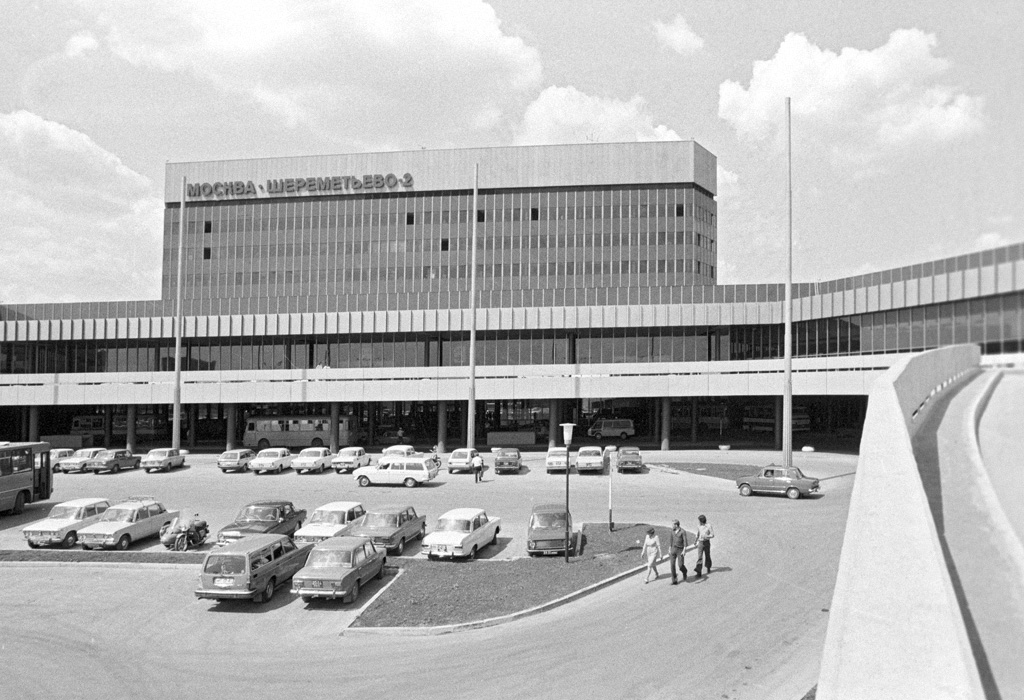
La Terminal F de Xeremétievo fou construïda per als Jocs Olímpics de Moscou del 1980.

Xeremétievo va ser obert al trànsit civil l'11 d'agost de 1959. El primer vol internacional es va enlairar el 1960, amb destinació la ciutat de Berlín-Schönefeld. La Terminal 1 (Xeremétievo-1 per a vols domèstics) va ser oberta el 3 de setembre de 1964. El 12 de setembre de 1967 es va enlairar de Xeremétievo el primer vol regular de passatgers del Túpolev Tu-134 (amb destinació a Estocolm). També es va enlairar de Xeremétievo el primer vol regular de l'Iliuixin Il-62, el 15 de setembre d'aquest mateix any amb destinació Mont-real.
La terminal de Xeremétievo-2 va ser oberta l'1 de gener de 1980. Es va construir com a part de les infraestructures per als Jocs Olímpics de 1980. Xeremétievo-2 és més gran que Xeremétievo-1. És el punt de partida i arribada dels vols internacionals. Els vols domèstics i xàrter operen a la Terminal 1. No hi ha cap connexió física entre les dues terminals, pel fet que essencialment operen com dos aeroports diferents que comparteixen les pistes. Aquest disseny és molt inhabitual en els aeroports. L'Aeroport de Perth (Austràlia) és un altre dels pocs aeroports que té aquesta estructura.
A la dècada del 2000, Xeremétievo va encarar la creixent competència de l'Aeroport Internacional de Moscou-Domodédovo, més nou i més confortable.

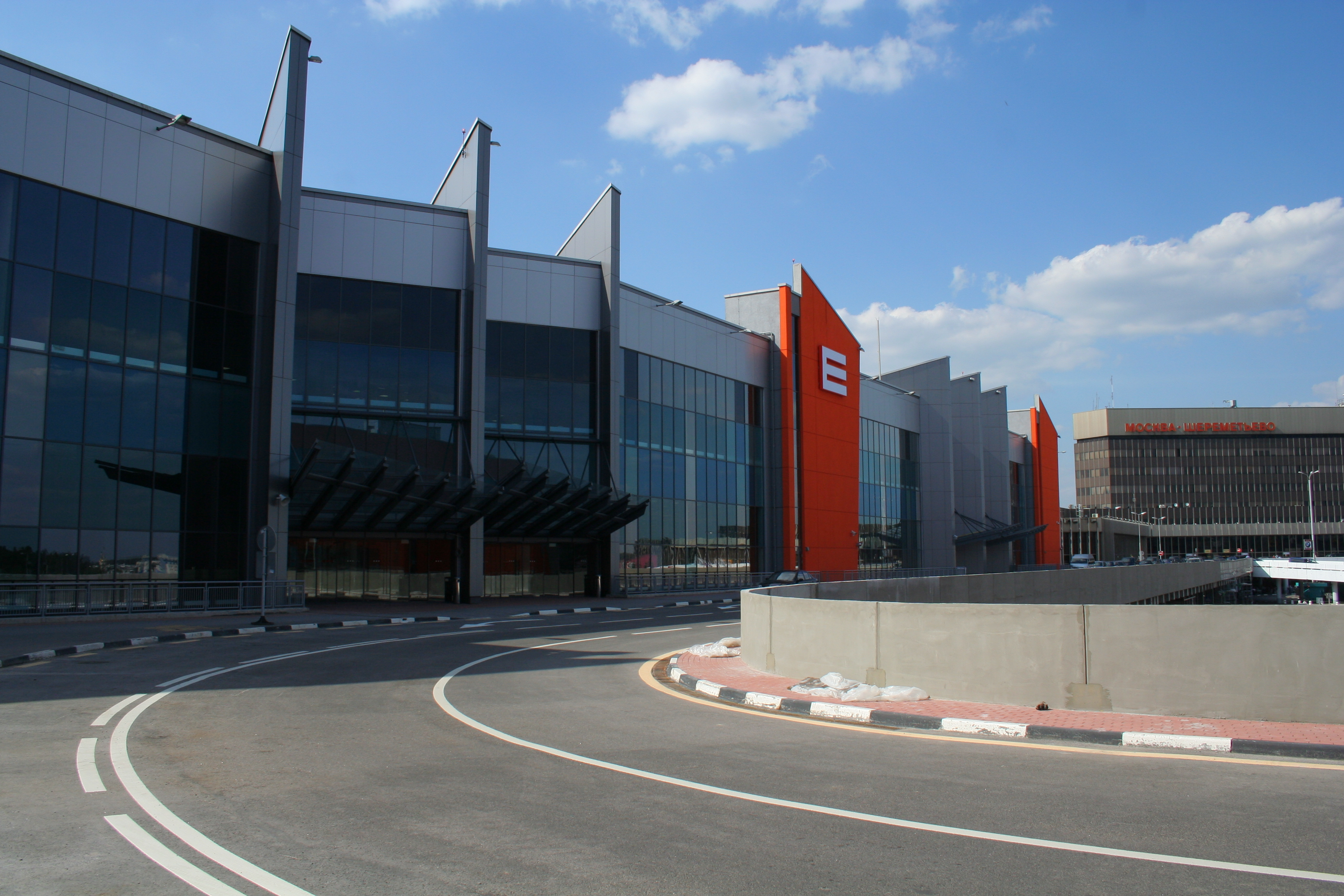
La terminal E fou oberta el 2010.

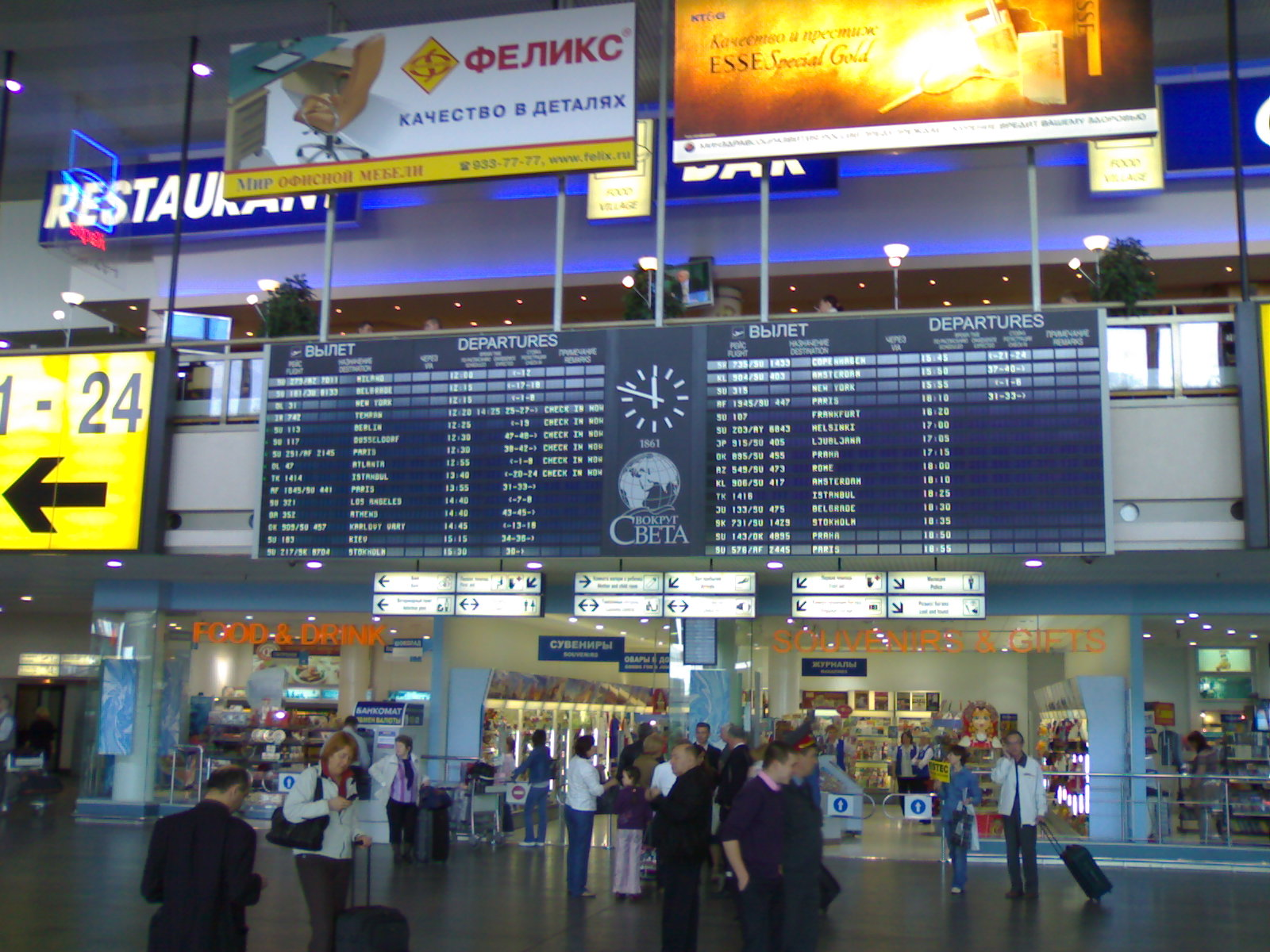
Zona de sortides a Xeremétievo 'F'

Des del 3 juliol 2010 hi ha un passadís obert entre les terminals D, E, F i la terminal de trens Aeroexpress al costat de l'accés públic i des del 2 de novembre del 2010 un passadís obert entre els terminals D, E i F al costat de la seguretat amb la qual cosa se simplifiquen les connexions entre vols de trànsit. Després de la reconstrucció, el complex sud de l'aeroport, les tres terminals (D, E i F), podran rebre fins a 25 milions de passatgers l'any. En última instància, després que la part nord de l'aeroport es reconstrueixi, l'aeroport tindrà capacitat per rebre 40 milions de passatgers l'any. Des el 25 de desembre 2009 Totes les terminals s'han identificat per lletres en lloc de nombres.
El desembre del 2011 es va inaugurar un nou centre de control regional. Es consolida la trobada, seguiment i control dels diferents centres de control de l'aeroport a través de totes les organitzacions que tenen un impacte en el seu funcionament eficient. El centre situacional també forma part del centre de control de l'aeroport. Està dissenyat per treball conjunt dels alts directius, caps dels òrgans de l'Estat i associats de Xeremétievo. S'activa només en cas d'emergència

## Desenvolupament futur
Al setembre del 2008 es va desenvolupar un pla mestre a 20 anys (fins al 2030), que inclou la incorporació de la terminal 3, la tercera pista i l'ampliació gradual de l'aeroport. El pla mestre té com a objectiu crear una estratègia per al desenvolupament de la terra a llarg termini. El Ministeri de Transport ha atorgat aproximadament dos mil milions de dòlars del Pressupost Federal i mil milions de fons no pressupostaris per al projecte de millora. El contracte per elaborar el pla mestre d'aeroport va ser atorgat a l'Scott Wilson Group. A més, s'estableixen dues pistes de l'aeroport per a una important reconstrucció, incloent l'ampliació i renovació del ferm. El govern de l'óblast de Moscou ha reservat una parcel·la de terra a l'aeroport per a una futura tercera pista.